# Pantolestes
Pantolestes is een geslacht van uitgestorven zoogdieren behorend tot de Pantolestidae, een groep van otterachtige dieren uit het Paleogeen, die in het Eoceen in Noord-Amerika en Europa leefden. 

## Fossiele vondsten
Pantolestes is uit alle lagen van de Bridger-formatie in de Verenigde Staten. Tijdens het vroegste Bridgerian (Gardnerbuttean) kwam het samen voor met de verwante Palaeosinopa. Pantolestes verspreidde zich via de arctische route naar Europa, waar het voorkwam tijdens de European land mammal age Grauvian met fossiele vondsten in Frankrijk. Het geslacht is ook bekend uit de Amerikaanse Uinta-formatie, maar Pantolestes was toen erg zeldzaam geworden ten opzichte van eerdere delen van het Eoceen, waarschijnlijk door verlies van leefgebied door de afname van de oude meren in de centrale delen van Noord-Amerika in deze periode ten gevolge van een droger wordend klimaat.

## Kenmerken
Net als zijn verwanten was Pantolestes een otterachtig dier. De schedel van P. natans was ongeveer 13 cm lang.